# Family Islands National Park
Family Islands National Park är en nationalpark i Australien som består av ett antal kontinentalöar. Den ligger i kommunen Cassowary Coast och delstaten Queensland, omkring 1 300 kilometer nordväst om delstatshuvudstaden Brisbane.
Trakten är glest befolkad. Tropiskt monsunklimat råder i trakten. Genomsnittlig årsnederbörd är 2 747 millimeter. Den regnigaste månaden är mars, med i genomsnitt 608 mm nederbörd, och den torraste är oktober, med 45 mm nederbörd.
Öarna fick sitt samlingsnamn och även sina respektive engelska namn av kapten James Cook när han seglade i området 1770.

## Öarna
De största av Family-öarna, deras aborigin-namn, och deras förhållande inom "familjen"är följande:
- Dunk Island (Coonanglebah) – fadern
- Richards Island (Bedarra) – modern
- Wheeler Island (Toolgbar) och Coombe Island (Coomba) – tvillingarna
- Smith Island (Kurrumbah), Bowden Island (Budjoo) och Hudson Island (Coolah) – trillingarna.

Det finns även ett antal mindre öar:
- Kumboola, som sitter ihop med Dunk Island när det är extremt lågvatten.
- Mound Island (Purtaboi)
- Woln Garin, en lite ön utanför Dunk Islands sydöstra spets, lokalt känd som "40ft Rock"
- Battleship Rock (Pee-Rahm-Ah), som fått sitt namn på grund av dess form
- Thorpe Island (Ti mana), den enda privatägda ön i Australien.